# Korissía (dème)
Le dème de Korissía, en grec moderne : Δήμος Κορισσίων / Dímos Korissíon, est un ancien dème du district régional de Corfou, en Grèce. Depuis 2010, il est fusionné au sein du dème de Corfou-Sud.
Selon le recensement de 2011, la population du dème compte 4 775 habitants.